# Megateg gigasep
Megateg gigasep là một loài nhện trong họ Zoropsidae.
Loài này thuộc chi Megateg. Megateg gigasep được Raven & Stumkat miêu tả năm 2005.